# Szarcula
Szarcula (803 m n. m.) je dvouvrcholový, zalesněný masív hory v oblasti Barania Góra ve Slezských Beskydech (geomorfologický celek Západní Beskydy) v Polsku. Hlavní vrchol se nachází na území města Visla a vedlejší vrchol (798 m n. m.) se nachází ve městě Istebna. Hora patří do okresu Těšín a Slezského vojvodství. Mezi hlavním a vedlejším vrcholem je vzdušná vzdálenosti 410 m.

## Rozhledna Szarcula
Ve svahu pod vrcholem se nachází rozhledna Szarcula.

## Další informace
Szarcula je protáhlá hora ve směru od severozápadu k jihovýchodu. Vrcholy tvoří rozhraní povodí řeky Visla (říčka Czarna Wisełka) a povodí řeky Odra (řeka Olše). Vyšší vrchol se zvedá jihovýchodně od průsmyku Szarcula. Na hoře je skalní pískovcový výchoz Dorkowa Skała. K vrcholu a jeho okolí je nejlepší přístup z průsmyku Szarcula a vedou sem turistické trasy Główny Szlak Beskidzki a Szlak Habsburgów. Na svazích Szarculy je přírodní rezervace Rezerwat Przyrody Wisła zaměřená na ochranu prameniště veletoku Visla. Místo se také nachází v krajinném parku Park Krajobrazowy Beskidu Śląskiego.

## Galerie

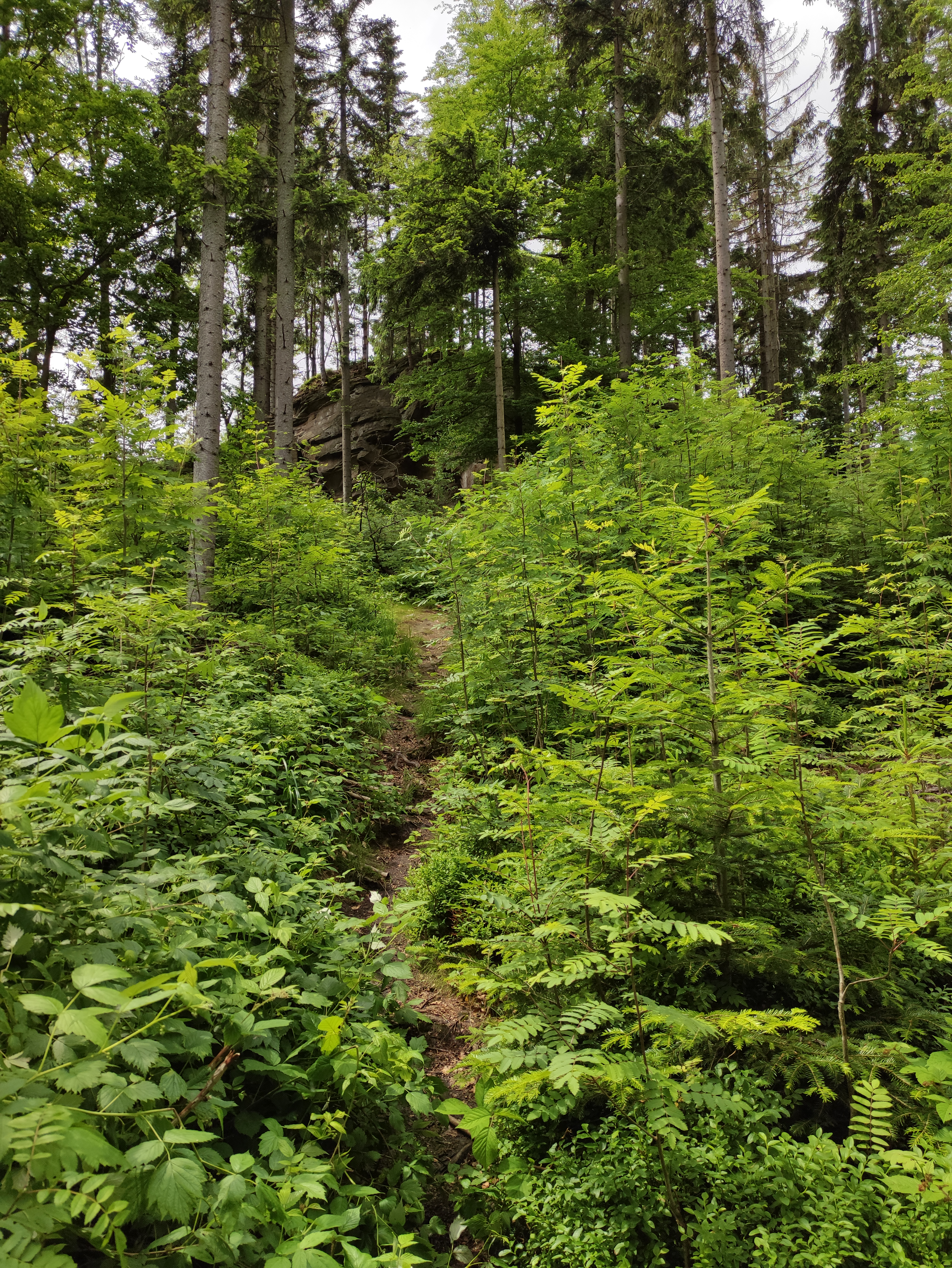
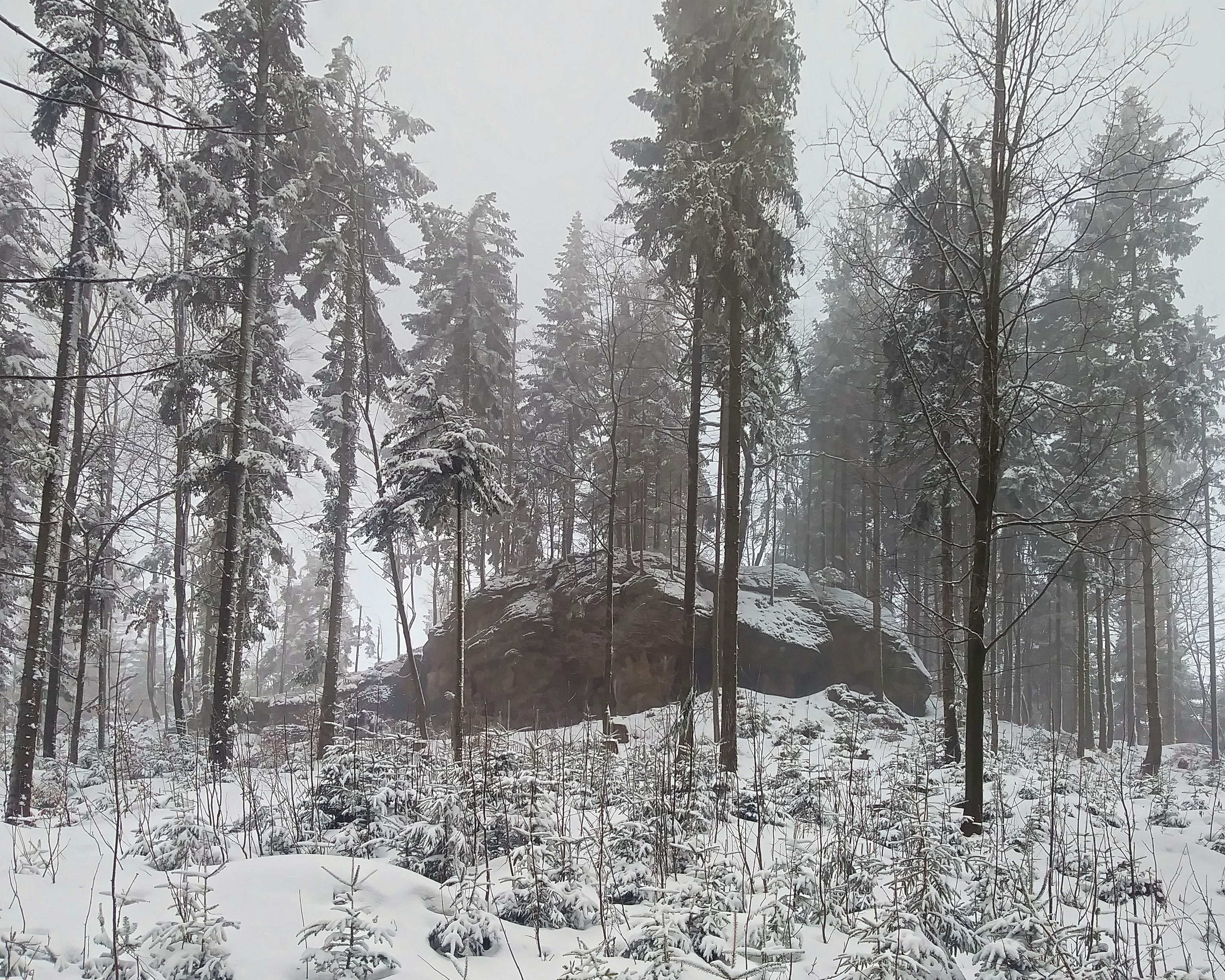
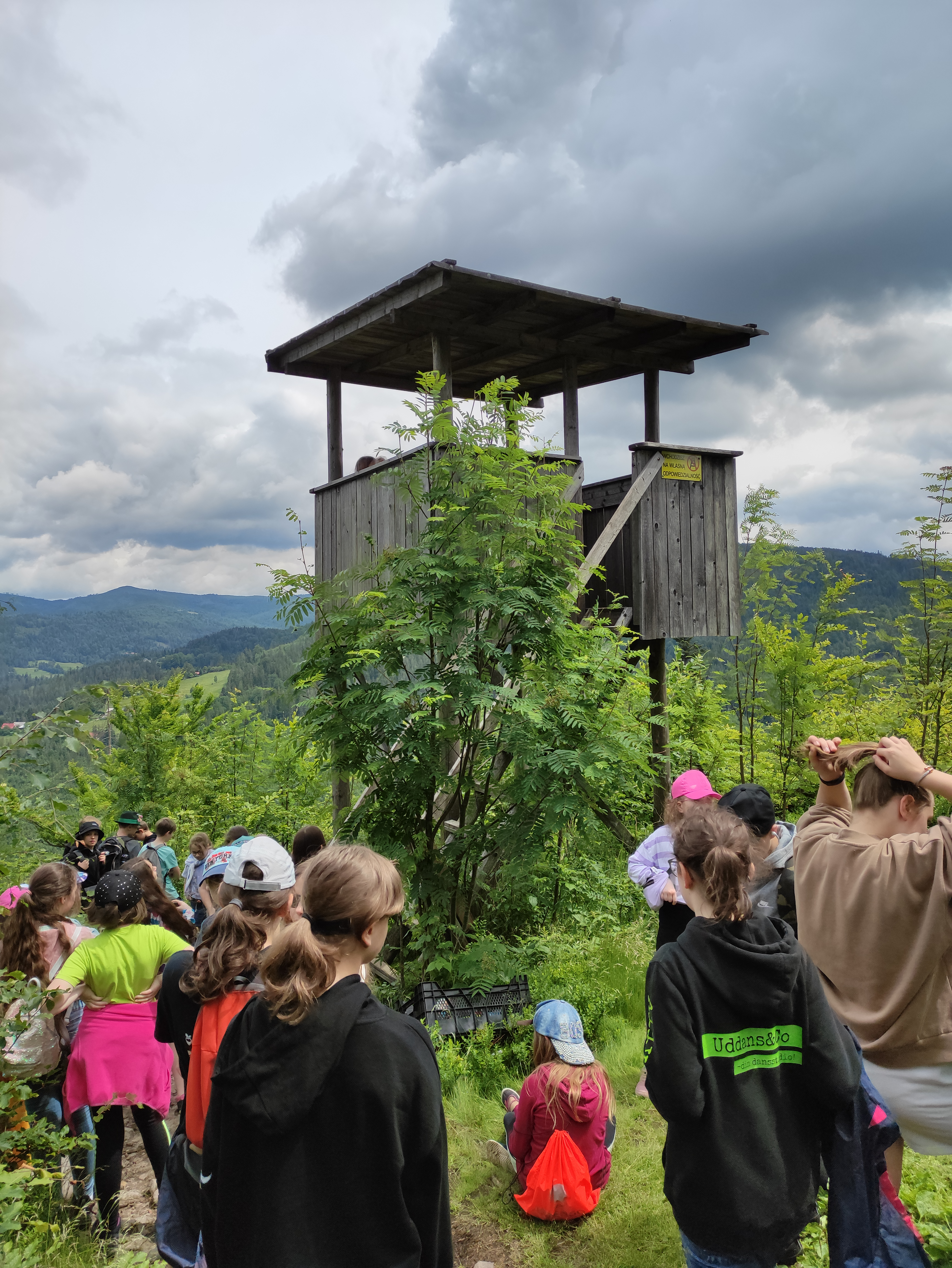